# Ptilonesia auronotata
Ptilonesia auronotata är en tvåvingeart som först beskrevs av Macquart 1855.  Ptilonesia auronotata ingår i släktet Ptilonesia och familjen spyflugor. Inga underarter finns listade i Catalogue of Life.